# Битка при Асперн-Еслинг
Битката при Асперн-Еслинг (21 – 22 май 1809) се води по време на Войната на петата коалиция от Наполеоновите войни между френската армия, командвана от маршалите Жан Лан и Андре Масена и австрийската под командата на ерцхерцог Карл Австрийски, брат на император Франц II. Разиграва се край две села на брега на Дунав срещу Виена – Асперн и Еслинг. Завършва с победа на австрийците и смъртта на френския маршал Жан Лан.

## Предистория
Войната започва през април 1809 г. с успех за французите. Те побеждават Карл при Екмюл и го принуждават бързо да отстъпва, за да съхрани армията си. Опитът му да спре настъплението им към Виена се проваля в следващата битка – при Еберсберг и австрийската столица пада без съпротива (13 май). За втори път Наполеон става господар на този красив стар град и нарежда френското знаме да се издигне над Шонбрунския дворец. Императорът и правителството, както и голяма част от аристокрацията, се спасяват. Що се отнася до Карл, той и армията му се установяват на левия (отсрещния) бряг на реката, където изчакват следващите ходове на французите.
Наполеон и Лан разузнават района и виждат, че на изток реката се разделя на няколко ръкава, между които се обособяват острови. Избират един от тези острови – Лобау – с размери 4 на 6 км и решават да построят понтонни мостове от двете му страни: по-дълъг от десния бряг и по-къс от левия. Тъй като не разполагат с достатъчно материали, войниците създават мостовете от лодки и най-прости дъски и те не са достатъчно сигурни.

## Сражението
На 20 май първият мост е готов и Наполеон с по-голямата част от армията минават на Лобау. На следващия ден е предприета първата атака срещу левия бряг и 25 000 души успешно завземат селата Асперн и Еслинг. Срещу тях Карл разгръща 90 000 души с намерение да обкръжи и разбие французите. Завръзва се яростна битка, при която Масена командва пехотата, а Лан – конницата. Въпреки неравното съотношение в един момент Лан пробива австрийските линии и изглежда, че французите ще победят. Тогава се случва нещо, което никой не е очаквал – нивото на Дунав се вдига и преминаването по мостовете става невъзможно. По-нагоре по течението австрийците пълнят лодки с камъни, които пускат срещу нестабилните конструкции. Накрая по-дългият мост се разкъсва и Наполеон не може да изпрати никакви подкрепления. Лан, Масена, Бесиер и другите офицери се събират и решават да свирят отстъпление поне до остров Лобау. Вечерта ново нещастие срутва духа на френските войници – гюле отнася краката на маршал Лан и те трябва да бъдат ампутирани. Наполеон и личният му лекар пристигат веднага с лодка, но нищо не могат да направят. Императорът се опитва да окуражи умиращия си приятел и организира прехвърлянето му във Виена. Той почива няколко дни по-късно от гангрена.
Междувременно ерцхерцог Карл получава нови и нови подкрепления и стяга обръча около двете села. В типичния си стил Наполеон планира контраатака на следващия ден, но няма как да я развие. Към 11 часа на другия ден той разбира, че победата е невъзможна и последните по-малко от 10 хиляди французи се оттеглят. Австрийците могат да се поздравят с победата.
Според някои данни в битката загиват 20 000 французи и 23 000 австрийци, но според други съотношението е 16 000 към 27 000. Всички автори са съгласни, че австрийците дават повече жертви.

## Значение за хода на войната
Както се вижда от цифрите, сражението в никакъв случай не е голяма австрийска победа, но ерцхерцог Карл се постарава да го представи по такъв начин. Започва да се нарича „героят от Асперн“, пуска слух, че Наполеон е пленник и дори че е убит. Целта е да се стимулират германците да се обърнат против Франция, а Прусия открито да премине на австрийска страна. Първоначално това са новините, достигнали до Париж и те предизвикват срив на борсата, както и заговор за свалянето на императора. Скоро истината излиза наяве и нещата се успокояват.
В действителност битката няма решаващо значение. Наполеон продължава да държи Виена и следователно да е господар на положението. Той подновява плановете си за преминаване на Дунав, само че избира място на 10 – 11 км по-надолу по реката. Сега той се нуждае от голяма, драматична победа, за да спаси репутацията си и да притисне Австрия и я получава. Решаващата битка се състои в началото на юли при Ваграм и е спечелена от французите. През октомври Австрия капитулира при условия, които сериозно уронват авторитета ѝ на велика сила.